# Zhang Guangde
Zhang Guangde, nome di cortesia 宇飞S, YufeiP，pseudonimo鹤龄燕人S, Heling yanrenP (张广德S, Zhāng GuǎngdéP; Tangshan, 15 aprile 1931 – Pechino, 30 gennaio 2022), è stato un artista marziale, pedagogo e ricercatore cinese.

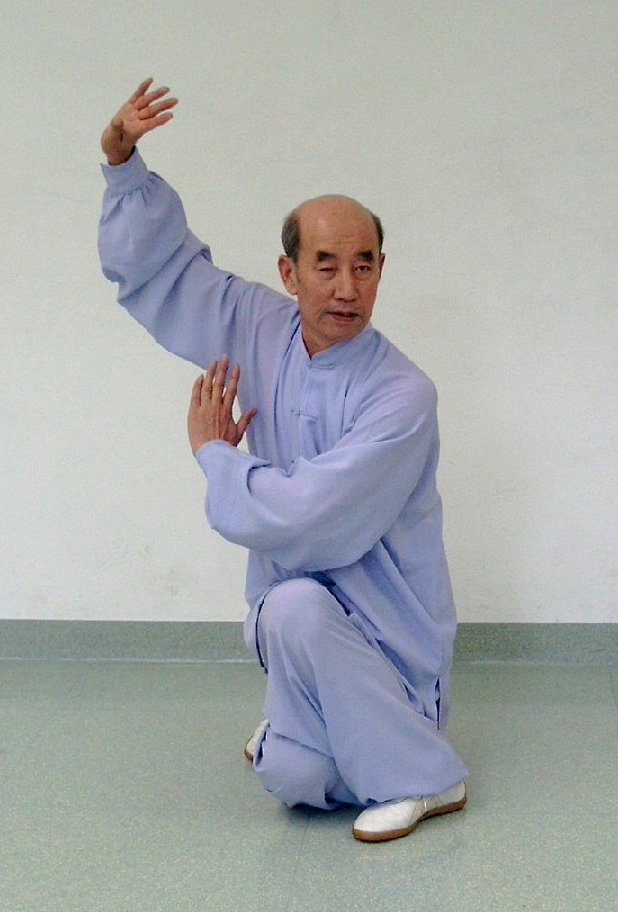
prof. Zhang Guangde esegue la posizione "Due draghi si avvolgono nella stanza"

È stato professore ordinario dell’Università dello Sport di Pechino e ideatore del sistema ginnico Daoyin yangshenggong.
È stato direttore generale onorario del Centro Zhang Guangde sul daoyin yangshenggong 张广德导引养生功中心, membro permanente e vice segretario dell'Associazione Cinese di Studi sul Wushu 中国武术学会.
Nel 2016 ha ottenuto il nono grado onorifico in wushu della Chinese Wushu Association 中国武术协会 e il nono grado in Qi Gong della Chinese Health Qigong Association 中国健身气功).

## Biografia
Nato a Tangshan, inizia ad apprendere le arti marzial da bambino . Qui diviene allievo del maestro Zhang Wenguang 张文广 (1915-2010) col quale studia principalmente chaquan 查拳, uno dei sistemi marziali più popolari tra l’etnia musulmana Hui.
Nel 1956 l’istituto cambia denominazione divenendo Istituto per l’Educazione Fisica di Pechino 北京体育学院  e nell’agosto del 1958 viene aperta ufficialmente la facoltà di wushu, della quale Zhang Wenguang è nominato direttore.
Nel 1959 Zhang Guangde consegue il diploma in wushu e diviene prima ricercatore, poi professore associato e infine ordinario presso la Facoltà di wushu dell’Università dello Sport di Pechino.
Collabora strettamente con il suo maestro allo sviluppo del wushu sportivo moderno e alla formazione di alcuni dei primi allenatori, come ad esempio Wu Bin 吴斌, che nel 1974 dirigerà la squadra di wushu della città di Pechino, fucina di alcuni dei più rinomati campioni degli anni ‘80.
Nel 1974 viene ricoverato per una congenita trombocitopenia e una coagulopatia che gli causa disturbi a vari organi. La scarsa reazione ai farmaci assunti lo spinge a cercare nell’antica tradizione medica e salutistica cinese una via di rimedio al suo stato di salute ed è così che tra la fine degli anni ’70 e i primi anni ’80 mette a punto il sistema ginnico daoyin yangshenggong – “esercizi di nutrimento vitale daoyin”
A partire dalla fine degli anni ’80 tiene corsi e conferenze presso diversi istituti universitari in Cina e all’estero: Università di Oldenburg in Germania, Università di Tokyo e Università Giapponese dello Sport, ha insegnato e tenuto seminari in molti paesi (Giappone, Corea, Singapore, Portogallo, Spagna, Francia, Italia, Regno Unito, Austria, Germania, Romania, Belgio, Australia, ecc.).
Si è spento alle ore 12.20 del 30 gennaio 2022 all’ospedale n.309 di Pechino, all’età di 91 anni.
La sua eredità è stata raccolta prevalentemente dal figlio Zhang Yusong 张玉松, che vive ed insegna in Giappone, e dal nipote Zhang Jian 张健, che vive a Singapore ed insegna in Asia, in Europa e in America, ma anche da numerosi allievi orientali ed occidentali che ne proseguono l’opera.

## Ricerca e opera pedagogica
L‘opera pedagogica di Zhang Guangde è stata indirizzata inizialmente allo sviluppo del wushu moderno, in ambito tecnico e pedagogico, e dalla fine degli anni ’70 alla messa a punto del sistema ginnico Daoyin yangshenggong:
“un metodo che combina esercizio fisico, mentale, respiratorio e automassaggio al fine di stimolare e migliorare la circolazione dell’energia vitale nel solco dell’antica tradizione cinese del daoyin.”
Uno dei focus principali dello studio del professor Zhang Guangde è stato trovare una sintesi tra tradizione ginnica cinese e scienza moderna:
“Il professor Zhang Guangde ha portato un’innovazione in quest’antica arte creando un sistema che integra medicina tradizionale cinese e scienza moderna. Testato clinicamente con la collaborazione di personale sanitario e scientifico, sia in Cina che in altri paesi, il daoyin yangshenggong s’è mostrato efficace nella prevenzione e nel trattamento di diverse patologie croniche. A partire dagli anni ’80 si è diffuso rapidamente prima in Cina e poi in tutto il mondo. Oggi è praticato in molti paesi – Italia compresa – ed è apprezzato come eccellente metodo ginnico per la salute ma anche come disciplina per la coltivazione del corpo e della mente.”

## Editoria e riconoscimenti
Autore di una sessantina di pubblicazioni, molte delle quali tradotte in diverse lingue, il suo testo Daoyin yangshenggong pubblicato del 1992 ottiene il premio Progresso scientifico e Tecnico per l’Educazione Fisica Nazionale 国家体育科学技术进步奖. Nel 1996 è citato tra i Cento talenti delle arti marziali cinesi 中华武林百杰, nel 1997 nel Grande dizionario dei professori d'educazione fisica della Cina contemporanea 中国当代体育教师大词典 e nel Dizionario degli specialisti in pedagogia della Cina 中国教育专家名典.